# Maria Josefa Amell i Comas
Maria Josefa Amell i Comas   (Barcelona, 1939 - Barcelona, 30 de maig de 2025), coneguda també com a Sefa Amell, va ser una activista i feminista cristiana catalana.
Va tenir un paper actiu en la lluita antifranquista, que es va concretar en la participació en accions com els Fets del Palau de la Música de 1960, on va llançar fulletons i escapar de la policia, o a la campanya Volem bisbes catalans!. Va fundar i ser la presidenta del Col·lectiu de Dones en l'Església des de la seva fundació en l'inici de la democràcia fins al 2005, arribant a demanar la presència de les dones a la jerarquia de l'Església des de la seu de l'ONU de Nova York. També va fundar l'espai de reflexió Cristianisme al Segle XXI. Va ser militant d'Unió Democràtica de Catalunya fins que Josep Antoni Duran i Lleida va esdevenir-ne president. Va impulsar la llibreria Ona i va promocionar la Nova Cançó al costat del seu company de vida i compromís, Enric Cirici, fundador de la discogràfica Edgisa i el diari Avui. Entre les seves publicacions hi ha els llibres Insubmises en l’Església (1997) o Una història necessària (2011).